# Iskushuban
Iskushuban (arabe: اسکوشوبان) est une ville somalienne situé dans le district homonyme et dans la région de Bari.
La ville compte en 2015 une population de 5 759 habitants.

## Transports
La ville d'Iskushuban dispose d'un aéroport (code IATA : CMS).

## Climat
| Mois                              | jan.  | fév.  | mars  | avril | mai   | juin  | jui.  | août  | sep.  | oct.  | nov. | déc.  |
| --------------------------------- | ----- | ----- | ----- | ----- | ----- | ----- | ----- | ----- | ----- | ----- | ---- | ----- |
| Température minimale moyenne (°C) | 18    | 18    | 19    | 21    | 24    | 26    | 25    | 24    | 20    | 19    | 18   | 18    |
| Température maximale moyenne (°C) | 30    | 32    | 35    | 36    | 38    | 38    | 37    | 38    | 37    | 33    | 31   | 31    |
| Ensoleillement (h)                | 11,36 | 11,49 | 12,01 | 12,21 | 12,36 | 12,44 | 12,39 | 12,26 | 12,13 | 11,54 | 11,4 | 11,33 |
| Précipitations (mm)               | 3     | 5     | 10    | 13    | 9     | 9     | 13    | 18    | 15    | 14,25 | 14,7 | 7     |
| Humidité relative (%)             | 6     | 12    | 31,5  | 52,5  | 46    | 18    | 2     | 7     | 24    | 36,75 | 26   | 13    |

| Diagramme climatique                                  |       |        |        |       |       |        |        |        |           |          |       |
| J                                                     | F     | M      | A      | M     | J     | J      | A      | S      | O         | N        | D     |
| 30183                                                 | 32185 | 351910 | 362113 | 38249 | 38269 | 372513 | 382418 | 372015 | 331914,25 | 311814,7 | 31187 |
| Moyennes : • Temp. maxi et mini °C • Précipitation mm |       |        |        |       |       |        |        |        |           |          |       |